# 7573 Basfifty
7573 Basfifty (1989 VX) là một tiểu hành tinh vành đai chính được phát hiện ngày 4 tháng 11 năm 1989 bởi Brian G. W. Manning ở Stakenbridge.